# سالن وزنه‌برداری آزادی
تالار وزنه‌برداری آزادی از سالن‌های ورزشی سرپوشیده ایران که در شهر تهران با گنجایش ۲۵۰۰ نفر می‌باشد. این تالار بخشی از از ۵ سالن مجتمع در مجموعه ورزشی آزادی است.
این تالار با مساحت ۴۵۰۰ متر مربع و ابعاد ۷۲ × ۴۴ متر و گنجایشی بیش از ۲۵۰۰ نفر در بخش شمالی مجتمع پنج سالن جای گرفته است و دارای جایگاه میهمانان ویژه، خبرنگاران، اتاق‌های داوران، کلاس‌های آموزشی، رختکن ورزشکاران، تونل ورودی ورزشکاران و تماشاچیان و واحدهای صدا، برق و نمایشگر است. 